# خوسيه مارتينيز سيرفيرا
خوسيه مارتينيز سيرفيرا (بالإسبانية: José Martínez Cervera) هو لاعب كرة قدم إسباني، ولد في 10 يونيو 1983 في برشلونة في إسبانيا. لعب مع ريال مورسيا ونادي أومونيا ونادي جيرونا.

## وصلات خارجية
- خوسيه مارتينيز سيرفيرا على موقع قاعدة بيانات كرة القدم.إي يو (الإنجليزية)
- خوسيه مارتينيز سيرفيرا على موقع Soccerway.com (الإنجليزية)
- خوسيه مارتينيز سيرفيرا على موقع AS.com (الإسبانية)